# کرونی
کُرونی، روستایی در کلانشهر شیراز در استان فارس ایران است.
کرونی یکی از مناطق محروم شیراز محسوب می‌شود.

## جمعیت
این روستا در دهستان قره باغ قرار دارد و براساس سرشماری مرکز آمار ایران در سال ۱۳۹۵، جمعیت آن ۵٬۶۸۹ نفر (۱۶۱۵ خانوار) بوده‌ است.
از مشاهیر این روستا، دکتر علی کرونی، پزشک حاذق و زبردست در فسا می باشد. 